# مکافات (فیلم ۱۳۵۲)
مکافات فیلمی است به کارگردانی کامران قدکچیان و بازی هنرمندانی همچون منوچهر وثوق، بهمن مفید و مهدی فخیم زاده که در سال ۱۳۵۲ به اکران عمومی در آمد.

## خلاصه فیلم
مرتضی از طلا خواستگاری می‌کند، غافل از این که برادرش مجتبی نیز عاشق طلا است. مجتبی و مرتضی با صابر  و برادرش اکبر جوشی درگیر می‌شوند، و پس از زخمی شدن صابر مجتبی خود را به عنوان ضارب او معرفی می‌کند و دستگیر می‌شود. مرتضی با طلا ازدواج می‌کند، و صابر بر اثر زخمی که برداشته مقطوع النسل شده و در صدد انتقام برمی آید.